# Coulsdon
Coulsdon es un barrio del municipio londinense de Croydon. Se encuentra a unos 22 km (14 mi) al sur de Charing Cross, el centro de Londres, Reino Unido. Coulsdon tenía una población de 25695 habitantes en 2011.